# 大伴茂
大伴 茂（おおとも しげる、1892年 - 1971年3月29日）は、日本の心理学者・日本史研究家。

## 来歴
シカゴ大学でジャン・ピアジェに学び、Ph.D取得、1924年帰国、大阪に野村教育研究所を設立（のち大阪教育研究所、大伴教育研究所）、1925年旧制神港中学(現・神港学園高等学校)初代校長、1948年関西学院大学教授、53年「日本天才児に関する実験的研究」で関西学院大文学博士。62年定年、甲南女子大学教授。大伴教育研究所所長・理事長。子は帝塚山短期大学学長を務めた大伴公馬（1931-2002）。

## 著書
- 『知能の本質』同文館、1926
- 『教育科学の諸問題 測定・実験・診断』東洋図書、1927
- 『教育測定の原理と方法』培風館、1931
- 『職業指導学』同文書院、1931
- 『個性を生かす教育』賢文館、1932
- 『教育科学原論』東洋図書、1933
- 『教育診断学』培風館、1928－33
- 『日本教育の基礎工作』明治図書、1934
- 『教育測定手引 昭和10年版』訂正増補、大阪教育研究所、1935
- 『我が子の育て方全書』全10巻、平凡社、1935
- 『親心子心』平凡社、1936
- 『児童の生活と指導』同文書院、1936
- 『聾儒谷三山』平凡社、1936
- 『甲賀山伏とその一族』平凡社、1937
- 『松陰と節斎と三山 松陰・癸丑東遊日記を中心として』文化書房、1938
- 『児童心身健康の調査と指導』培風館、1939
- 『母に答ふ』平凡社、1939
- 『子を思ふ』平凡社、1940
- 『我が子の特徴とその指導』平凡社、1940
- 『山伏と尊皇』（役小角）平凡社、1941
- 『母子相念ふ』平凡社、1943
- 『山伏と皇民錬成』敞文館、1943
- 『母に光あり』全日本母の會出版部、1947
- 『日本天才児の研究』平凡社、1948
- 『教育技術入門 調査・診断・指導』黎明書房、1951
- 『幼児のテスト』創元社、1953
- 『実験児童心理学』同文書院、1954
- 『人物画による性格診断法』黎明書房、1957
- 『日本天才児の心理学的研究』弘文堂、1961 関西学院大学研究叢書
- 『現代っ子の心理』全5巻、青山書店、1963－64
- 『天皇と山伏』黎明書房、1966
- 『ピアジェ幼児心理学入門』東京同文書院、1970

### 共著編
- 『教育診断治療の実践』編、培風館、1935
- 『生活適応の心理学』大伴公馬共著、東出版、1968

### 翻訳
- ジ・アール・ヱンゼル『機能心理学』武政太郎共訳 培風館、1927
- クラパレード『児童素質診断学』同文書院、1930
- ジァン・ピアジェ『臨床児童心理学』全3巻　同文書院、1954-57
- ジァン・ピアジェ『幼児心理学』全3巻 黎明書房、1967-69

## 論文
- "An experimental study of the eye monement made by various persons in the reading of Japanese texts of different forms" 『シカゴ大学紀要』1924 (学位論文)
- 「都市小学校児童の知能測定」「教育的診断の一試み」 『野村教育研究所報告』 第1冊 1928
- 「情緒不安定の測定」「知能及び学業成績標準評点の設定」 『野村教育研究所報告』 第3冊 1928
- 「教育診断法」 『岩波講座教育科学・第5冊』 岩波書店 1932
- 「教育諸問題の科学的検討」 新教育協会編 『汎太平洋新教育会議報告書』 刀江書院 1936
- 「青年前期知能天才児 118人パースナリティに関する一実験的研究」 『関西学院大学文学部記念論文集』 1954
- 「天才児」 『現代教育心理学大系 14. 特殊教育』 中山書店 1958
- 「輓近における知能本質に関する諸研究」 『人文論究』 第12巻 4号 1962

## 参考
- 『ピアジェ幼児心理学入門』序文
- 『日本天才児の心理学的研究』序文
- 『人物物故大年表』日外アソシエーツ
- 『邦文心理学文献目録稿』 国立国会図書館支部上野図書館 1953
- 杉浦守邦 「大伴茂『児童心身健康の調査と指導』解説」 『現代日本児童問題文献選集22.』 日本図書センター 1988
- 大泉溥 編 編『日本心理学者事典』クレス出版、2003年。ISBN 4-87733-171-9。